# Ridley Scott
Ridley Scott (South Shields, Inglaterra, 30 de noviembre de 1937) es un director de cine, productor y guionista británico. Su amplia filmografía va desde su despegue comercial con la película de terror y ciencia ficción Alien (1979), hasta otros trabajos como el filme distópico neo-noir Blade Runner (1982), la road movie Thelma y Louise (1991), el péplum y drama histórico ganador del Óscar a la mejor película Gladiator (2000) y el film de ciencia ficción The Martian (2015).
Comenzando su carrera en la publicidad, donde perfeccionó sus habilidades cinematográficas al hacer mini-películas creativas para comerciales de televisión, el trabajo de Scott es conocido por su estilo visual altamente concentrado y atmosférico. A pesar de que sus películas varían ampliamente en ambientación y época, frecuentemente exhiben imágenes memorables de entornos urbanos, ya sea en el Antiguo Egipto (Exodus: Gods and Kings), el siglo II en Roma (Gladiador), del Jerusalén del siglo XII (Kingdom of Heaven), la Inglaterra medieval (Robin Hood), el contemporáneo Mogadiscio (Black Hawk Down), los paisajes futuros de Blade Runner o los planetas distantes en Alien, Prometheus, The Martian y Alien: Covenant. Varias de sus películas también son conocidas por sus fuertes personajes femeninos.
Scott ha sido nominado tres veces al Óscar al mejor director (por Thelma & Louise, Gladiator y Black Hawk Down). En 1995, tanto Ridley como su hermano Tony recibieron un BAFTA por su destacada contribución británica al cine. En una encuesta de la BBC de 2004, Scott fue nombrado la décima persona más influyente en la cultura británica. En 2015, recibió un doctorado honorario de la Royal College of Art en Londres, y en 2018 recibió la BAFTA Fellowship por el logro de toda la vida.

## Biografía

### Primeros años
| "Mi madre trajo a tres niños: mi papá estaba en el ejército y por lo tanto estaba frecuentemente lejos. Durante la guerra (la Segunda Guerra Mundial) y la posguerra, tendíamos a viajar siguiéndolo, así que mi madre era la jefa. Ella estableció la ley y la ley era Dios. Simplemente dijimos 'Sí, está bien', no discutimos. Creo que de ahí es de donde viene el respeto, porque era dura".—— Partidario de las heroínas en su trabajo, Scott reconoce a su madre Elizabeth como su primer modelo femenino. |

Scott nació el 30 de noviembre de 1937 en South Shields, hijo mediano de Elizabeth (née Williams) y el coronel Francis Percy Scott. El tío abuelo de Scott, Dixon Scott, fue un pionero de la cadena de cine; abriendo cines de Tyneside. Uno de los cines de Dixon, el cine Tyneside, todavía opera en Newcastle. También es el último cine de noticiero que permanece abierto en el Reino Unido. Ridley Scott nació poco antes de la Segunda Guerra Mundial, fue criado en una familia del ejército. Su padre, un oficial de los Ingenieros Reales, estuvo ausente durante la mayor parte de sus primeros años. Su hermano mayor, Frank, se unió a la Marina Mercante Británica cuando aún era joven, y la pareja tuvo poco contacto. Durante este tiempo la familia se mudó, viviendo en (entre otras áreas) Cumberland en el noroeste de Inglaterra, Gales y Alemania. Tenía un hermano menor, Tony, que también se convirtió en director de cine. Después de la Segunda Guerra Mundial, la familia Scott se mudó de nuevo a Teesside, eventualmente estableciéndose en Greens Beck Road en Hartburn, Condado de Durham, cuyo paisaje industrial inspiraría escenas similares a las vistas en Blade Runner. Su interés por la ciencia ficción comenzó leyendo las novelas de H. G. Wells cuando era niño. También fue influenciado por varias películas diciendo: "Las películas de ciencia ficción que vi en ese momento eran cosas como It!, Them! y The Day the Earth Stood Still. De alguna manera me hicieron ir un poco, pero nada me llamó la atención hasta que vi 2001: A Space Odyssey de Stanley Kubrick. Después de verla, supe lo que podría hacer. Estudió en Grangefield Grammar School y West Hartlepool College of Art de 1954 a 1958, obteniendo un diploma en diseño.
| "Usé todo lo que aprendí cada día en la escuela de arte. Todo sobre hojas blancas de papel, bolígrafos y dibujo."—— Scott hablando sobre la influencia que el Royal College of Art ha tenido en el diseño de las imágenes para sus películas. |

Scott siguió estudiando en el Royal College of Art de Londres, contribuyendo a la revista universitaria ARK y ayudando a establecer el Departamento de Cine dentro de la institución académica. Para su último show, hizo un cortometraje en blanco y negro, Boy and Bicycle, protagonizado por su hermano menor y su padre (la película se lanzó más tarde en la sección "Extras" del DVD de The Duellists). En febrero de 1963, Scott fue nombrado como "Diseñador" en la intro del programa de televisión de la BBC Tonight, sobre el severo invierno de 1963. Después de graduarse en 1963, consiguió un trabajo como aprendiz de escenografía en la BBC, lo que le permitió trabajar en la popular serie policial de televisión Z Cars y en la serie de ciencia ficción Out of the Unknown. Originalmente, se le asignó el diseño de la segunda serie de Doctor Who, The Daleks, lo que habría implicado realizar las criaturas alienígenas del mismo nombre. Sin embargo, poco antes de que Scott comenzara a trabajar, un conflicto de horario le significó que fuera reemplazado por Raymond Cusick. En 1965, comenzó a dirigir episodios de series de televisión para la BBC, solo uno de los cuales, un episodio de Adam Adamant Lives!, está disponible comercialmente.

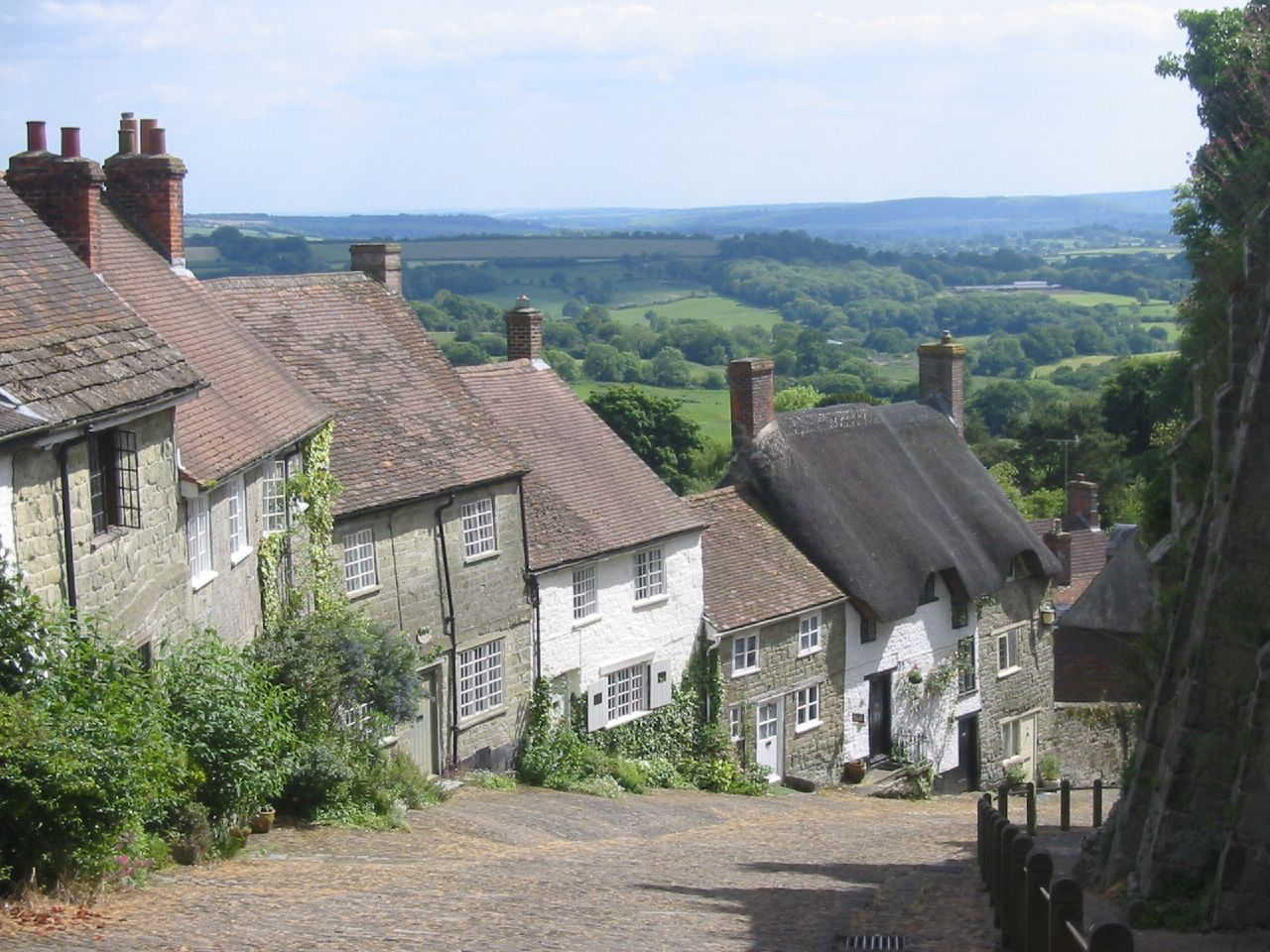
Gold Hill, Shaftesbury en el condado inglés de Dorset, donde Scott filmó el comercial de televisión de Hovis en 1973.

En 1968, junto con su hermano Tony, funda Ridley Scott Associates (RSA), una productora de comerciales y cine. Trabajando junto a Alan Parker, Hugh Hudson y el director de fotografía Hugh Johnson, Ridley Scott hizo muchos comerciales en RSA durante la década de 1970, incluido un anuncio para la marca pan de Hovis en 1973, "Bike Round" (subrayado por el lento movimiento de la sinfonía "New World" de Dvořák, rearreglado para brass), ambientada en el norte de Inglaterra pero filmada en Gold Hill, Shaftesbury, Dorset. Un anuncio televisivo de temática nostálgica que capturó la imaginación del público, fue votado como el comercial favorito del Reino Unido en una encuesta de 2006. En la década de 1970, la marca Chanel n.º 5 necesitaba una revitalización, ya que corría el riesgo de ser etiquetada como de mercado masivo y pasado de moda. Dirigidos por Scott en la década de 1970 y 1980, los comerciales de televisión de Chanel eran mini-películas inventivas con valores de producción de fantasía y seducción surrealistas, que "se reproducían en las mismas imágenes visuales, con la misma silueta de la botella".
Cinco miembros de la familia Scott son directores, y todos han trabajado para RSA. Su hermano Tony fue un exitoso director de cine cuya carrera abarcó más de dos décadas; sus hijos Jake y Luke son ambos directores de comerciales aclamados, al igual que su hija, Jordan Scott. Jake y Jordan trabajan desde Los Ángeles; Luke tiene su sede en Londres. En 1995, Shepperton Studios fue comprado por un consorcio encabezado por Ridley y Tony Scott, que renovó ampliamente los estudios y al mismo tiempo amplió y mejoró sus instalaciones.

## Primeras películas
Su estilo eleva la importancia de la experiencia sensorial —visual y sonora— en un filme. El cine de Scott utiliza a la iluminación, fotografía, creación de ambientes y sincronía con la música y el sonido como "actores" adicionales que contribuyen a la experiencia total del espectador. Esta característica puede ser percibida en los más de 2000 anuncios de televisión que Scott ha dirigido. Sus primeros filmes (especialmente Los duelistas, Alien, y Blade Runner) proporcionan al espectador una experiencia completa donde las escenas son recordadas no solamente por los actores que intervienen o por momentos específicos del guion, sino por el ambiente recreado en ellas. Se le consideró desde entonces como un visionario del cine. Ridley Scott fue el primero en utilizar comercialmente la denominación Director's Cut (montaje del director) para una obra que el director reedita para el público y en la que se aprecian diferencias con la versión estrenada originalmente. También ha participado junto con su hermano Tony en la producción de la serie basada en el libro del mismo nombre Los pilares de la Tierra.

### Los duelistas
Los duelistas (1977) marcó el primer largometraje de Ridley Scott como director. Filmado en Europa, fue nominado para el premio principal en el Festival de Cine de Cannes y ganó un premio a la Mejor Película Debut. The Duellists tuvo un impacto comercial limitado a nivel internacional. Ambientada durante las Guerras Napoleónicas, sigue a dos oficiales del húsar francés, D'Hubert y Feraud (Keith Carradine y Harvey Keitel) cuya disputa por un incidente inicialmente menor se convierte en una larga y amarga disputa que abarca quince años, entretejida con el conflicto más amplio que proporciona su telón de fondo. La película ha sido aclamada por proporcionar una representación históricamente auténtica de los uniformes napoleónicos y la conducta militar. El lanzamiento en 2013 de la película en Blu-ray coincidió con la publicación de un ensayo sobre la película en una colección de ensayos académicos sobre Scott.

### Alien, el octavo pasajero
Scott originalmente planeó a continuación adaptar una versión de Tristán e Isolda, pero después de ver Star Wars, se convenció del potencial de las películas a gran escala impulsadas por efectos especiales. Aceptó el trabajo de dirigir Alien, la película de terror/ciencia ficción de 1979 que le haría ganar éxito internacional. Scott tomó la decisión de cambiar a Ellen Ripley del héroe de acción masculino estándar a una heroína. Ripley (interpretado por Sigourney Weaver), quien apareció en las primeras cuatro películas de Alien, se convertiría en un ícono cinematográfico. La escena final del personaje de John Hurt ha sido nombrada por una serie de publicaciones como una de las más memorables de la historia cinematográfica. Filmada en los estudios Shepperton en Inglaterra, Alien fue la sexta película más taquillera de 1979, con más de $ 104 millones de dólares recaudados en todo el mundo. Scott participó en la restauración y reedición de la película original en 2003. En entrevistas promocionales en ese momento, Scott indicó que había estado en discusiones para hacer una quinta película en la franquicia de Alien. Sin embargo, en una entrevista de 2006, Scott comentó que no estaba contento con el Alien: The Director's Cut, sintiendo que el original era "bastante perfecta" y que las adiciones eran simplemente una herramienta de marketing. Scott más tarde regresó a proyectos relacionados con Alien cuando dirigió Prometheus y Alien: Covenant tres décadas después del lanzamiento de la película original.

### Blade Runner
Después de un año trabajando en la adaptación cinematográfica de Dune, y luego de la repentina muerte de su hermano Frank, Scott firmó para dirigir la versión cinematográfica de la novela de Philip K. Dick ¿Sueñan los androides con ovejas eléctricas? Re-titulada Blade Runner y protagonizada por Harrison Ford, la película fue una decepción comercial en los cines en 1982, pero ahora se le considera un clásico. En 1991, las notas de Scott fueron utilizadas por Warner Brothers para crear un corte apresurado del director que eliminó la voz en off del personaje principal e hizo una serie de otros pequeños cambios, incluyendo el final. Más tarde, Scott supervisó personalmente una restauración digital de Blade Runner y aprobó lo que se llamó The Final Cut. Esta versión fue lanzada en los cines de Los Ángeles, Nueva York y Toronto el 5 de octubre de 2007, y como un elaborado lanzamiento de DVD en diciembre de 2007.
Hoy en día, Blade Runner está clasificado por muchos críticos como una de las películas de ciencia ficción más importantes e influyentes que se haya hecho, en parte gracias a sus muy imitados retratos de un futuro paisaje urbano. A menudo se discute junto con la novela Neuromante de William Gibson como los iniciadores del género ciberpunk. Scott ha descrito a Blade Runner como su "película más completa y personal".

### "1984" comercial de Apple Macintosh
En 1984, Scott dirigió un comercial de televisión de gran presupuesto ($900 000 USD), "1984", para lanzar la computadora Macintosh de Apple. Scott filmó el anuncio en Inglaterra por aproximadamente $370 000 USD, que se emitió en los Estados Unidos el 22 de enero de 1984, durante el Super Bowl XVIII, junto con proyecciones en cines. Algunos consideran que este anuncio es un "acontecimiento decisivo" en la publicidad. y una "obra maestra". Advertising Age lo colocó al tope de su lista de los 50 mejores comerciales.
Ubicado en un futuro distópico inspirado en los 1984 de George Orwell, el anuncio de Scott usó a su heroína (interpretada por la atleta inglesa Anya Major) para representar la llegada de la Macintosh (indicada por su camiseta blanca sin mangas adornada con una foto de la computadora Apple Macintosh) como un medio para salvar a la humanidad de la "conformidad" (Gran Hermano), una alusión a IBM, en ese momento la fuerza dominante en la computación.

### Legend
En 1985, Scott dirigió Legend, una película de fantasía producida por Arnon Milchan. Scott decidió crear una historia de "érase una vez" en un mundo de princesas, unicornios y duendes, filmando casi por completo dentro del estudio. Scott eligió a Tom Cruise como el héroe de la película, Jack, Mia Sara como la princesa Lili y Tim Curry como el Señor de las Tinieblas con cuernos de Satanás. Scott hizo construir un bosque en el escenario 007 en Pinewood Studios en Buckinghamshire, con árboles de 18 metros de altura y troncos de 9 metros de diámetro. En las etapas finales de la filmación, el bosque fue destruido por el fuego; La banda sonora original de Jerry Goldsmith se usó para el estreno en Europa, pero se reemplazó en América del Norte con la de Tangerine Dream. Rob Bottin proporcionó los efectos de maquillaje nominados al Premio de la Academia, especialmente la figura de Satanás de color rojo de Curry. A pesar de ser un gran fracaso comercial en su lanzamiento, la película se ha convertido en un clásico de culto. En el Director's Cut de 2002 se restauró la partitura original de Goldsmith.

## Películas posteriores

### 1987-1992
Scott hizo Someone to Watch Over Me, un thriller romántico protagonizado por Tom Berenger y Mimi Rogers en 1987, y Black Rain (1989), un drama policial protagonizado por Michael Douglas y Andy García, filmado parcialmente en Japón. Ambos lograron un leve éxito en la taquilla. Black Rain fue la primera de las seis colaboraciones de Scott con el compositor Hans Zimmer.
En 1991 dirige Thelma & Louise, protagonizada por Susan Sarandon y Geena Davis. La película fue un éxito tanto en taquilla como en críticas reafirmando la reputación de Scott y siendo ambas protagonistas nominadas a los premios Óscar, aunque perdieron en favor de Jodie Foster por The Silence of the Lambs. El argumento trata sobre dos mujeres que viven en el estado de Arkansas y que conviven rodeadas de un ambiente machista e intentan romper con la situación, viviendo un sinfín de aventuras. Un joven Brad Pitt de 26 años, entonces un desconocido, tiene una intervención breve pero impactante en esta película, que fue su empujón al estrellato.

### 1492: la conquista del paraíso
En 1992 en conmemoración a los 500 años del descubrimiento de América, Scott dirige 1492: la conquista del paraíso protagonizada por Gérard Depardieu y Sigourney Weaver. La superproducción tuvo un costo de 47 millones de dólares pero no obtuvo el éxito que se esperaba. Lo que más destacó en esta película fue la banda sonora, ganadora de innumerables premios, compuesta por Vangelis.
A pesar del fracaso comercial en su estreno, con el paso de los años el film fue recobrando valor y actualmente se considera una película de culto.
Seguidores del cine de Ridley Scott esperan una remasterización y reestreno.

### 1993-1999
En 1995, Ridley y su hermano Tony formaron una compañía de producción, Scott Free Productions, en Los Ángeles. Todas las películas posteriores de Ridley, comenzando con White Squall y G.I. Jane, han sido producidos bajo la bandera de Scott Free. En 1995, los dos hermanos adquirieron una participación mayoritaria en el estudio de cine británico Shepperton Studios. En 2001, Shepperton se fusionó con Pinewood Studios para convertirse en The Pinewood Studios Group, que tiene su sede en Buckinghamshire, Inglaterra.

### Gladiador
El éxito le llega de nuevo en el año 2000 con Gladiator, protagonizada por Russell Crowe y Joaquin Phoenix. La película obtuvo buenas críticas por parte de la crítica especializada por revivir el casi extinto género de romanos. Arrasó en los Premios de la Academia, llevándose los premios de mejor película, mejor actor (Russell Crowe), mejor vestuario, mejor sonido y mejores efectos visuales. Scott trabajó con la compañía británica de efectos visuales The Mill para las imágenes generadas por computadora de la película, y esta fue dedicada a Oliver Reed, quien murió durante el rodaje. The Mill creó un doble digital para las escenas restantes de Reed. Algunos han acreditado a Gladiator con la reactivación del casi histórico género "espada y sandalia". La película fue nombrada la quinta mejor película de acción de todos los tiempos en el especial de ABC: Best in Film: The Greatest Movies of Our Time.

### 2001-2005
En 2001 dirige Hannibal, continuación del clásico El silencio de los corderos, con Anthony Hopkins en el papel de Hannibal y Julianne Moore sustituyendo a Jodie Foster. Fue un enorme éxito de taquilla y, aunque parte de la crítica alabó el cambio de la franquicia hacia caminos más sangrientos, el resto se mostró decepcionada al compararla con su antecesora. En los siguientes años dirigió éxitos de taquilla. Black Hawk Down ganó dos premios Óscar, al mejor sonido y al mejor montaje. Los impostores, una comedia negra sobre robos y estafas, recibió mayoritariamente críticas positivas, pero la taquilla no respondió de igual manera, cosechando moderado éxito. En 2005 dirigió una película sobre las Cruzadas, El reino de los cielos, protagonizada por Orlando Bloom y marcó la primera colaboración de Scott con el compositor Harry Gregson-Williams. El gobierno marroquí envió a la caballería de aquel país como extras para algunas escenas de batalla. Descontento con la versión teatral de Kingdom of Heaven (a la que culpó por prestar demasiada atención a las opiniones de las audiencias previas, además de ceder cuando Fox quiso 45 minutos menos), Scott supervisó el recorte de la película para un director's cut, la verdadera versión de lo que quería, que fue lanzado en DVD en 2006. La versión del director del filme fue recibida con gran éxito, y la revista Empire calificó la película de "épica", y agregó: "los 45 minutos adicionales en la sección del director son como piezas que faltan en un rompecabezas hermoso pero incompleto". "Este es el que debería haber salido" reflexionó Scott. Cuando se le preguntó si estaba en contra de la vista previa en general en 2006, Scott dijo: "Depende de quién esté en el asiento del conductor. Si tiene un loco haciendo mi trabajo, entonces necesita una vista previa.  Pero un buen director debe tener la experiencia suficiente para juzgar lo que cree que es la versión correcta para salir al cine.

## Películas recientes y próximas

### 2006-2011
Scott se unió de nuevo con la estrella de Gladiator, Russell Crowe para dirigir Un buen año, basada en un best-seller. En 2007 dirige American Gangster, basada en la vida real del narcotraficante Frank Lucas y un detective que trataba de derribar su imperio de la droga, Richie Roberts. Protagonizada de nuevo por Russell Crowe y Denzel Washington, la crítica alabó enormemente la película, llamándola incluso "la 'Scarface negra' o el 'Padrino de Harlem'" (Peter Travers: Rolling Stone). Obtuvo buenos resultados en taquilla.

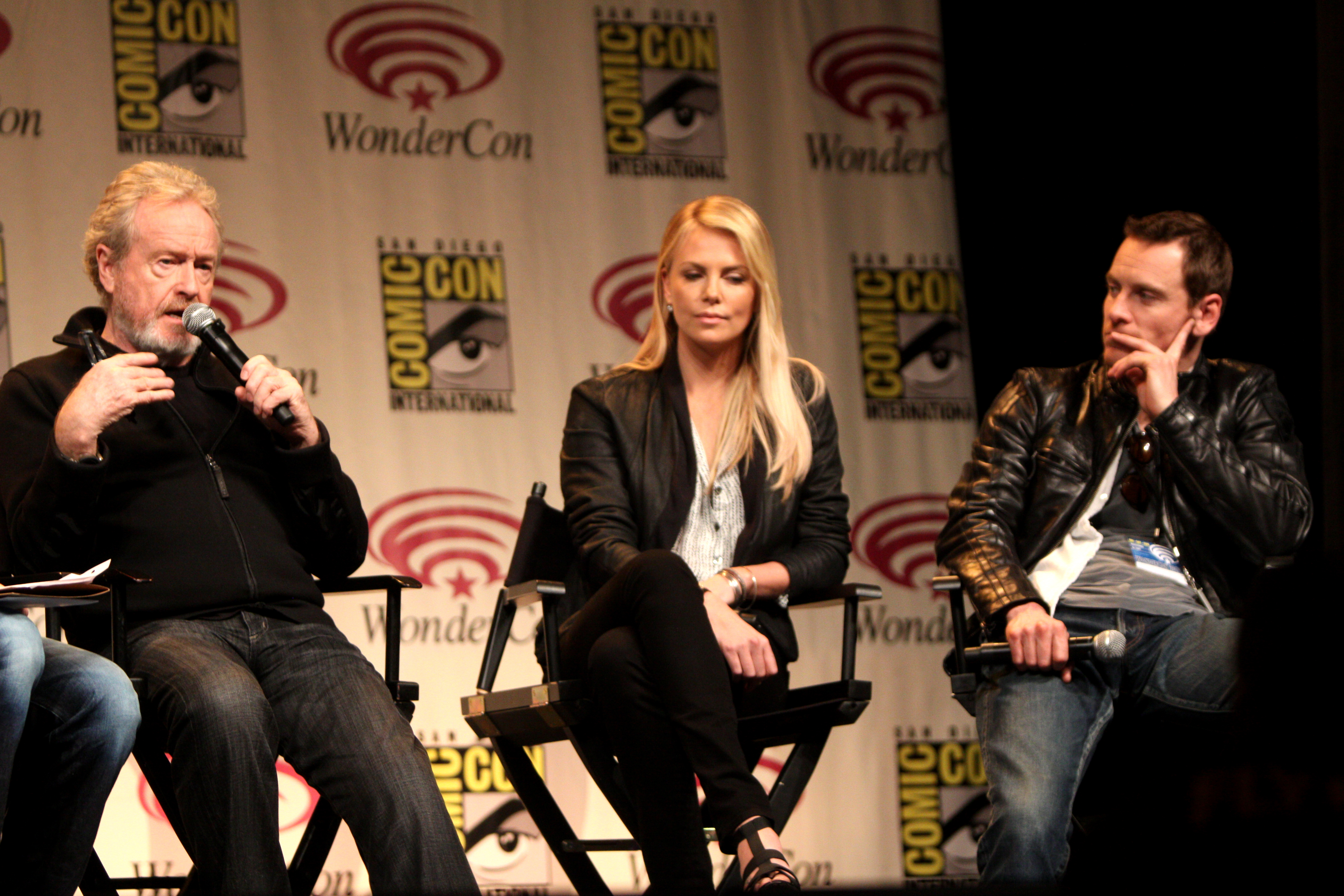
Scott hablando con las estrellas de Prometheus, Charlize Theron y Michael Fassbender en la Wondercon de 2012 en Anaheim, California, el 17 de marzo de 2012

A finales de 2008 se estrenó Red de mentiras de nuevo con Russell Crowe y también con Leonardo DiCaprio, que de nuevo abrió taquilla y dividió a la crítica. En el año 2010 estrenó una revisión moderna del mito de Robin Hood, Robin Hood con Russell Crowe en el papel protagonista. Las críticas no fueron positivas para la película, que fue criticada por mediar entre la realidad y la ficción, y por desmitificar a Robin Hood.
El 31 de julio de 2009, surgieron noticias de una precuela de dos partes de Alien con Scott adjunto para dirigirlas. El proyecto, que en última instancia se redujo a una única película llamada Prometheus, que Scott describió como un intercambio de "hebras del ADN de Alien" sin ser una precuela directa, se lanzó en junio de 2012. La película fue protagonizada por Charlize Theron y Michael Fassbender, con Noomi Rapace interpretando el papel principal de la científica llamada Elizabeth Shaw. La película recibió críticas mayormente positivas y recaudó $ 403 millones de dólares en la taquilla.
En agosto de 2009, Scott planeaba dirigir una adaptación del Brave New World de Aldous Huxley en un Londres distópico con Leonardo DiCaprio. En 2009, la serie de televisión The Good Wife se estrenó con Ridley y su hermano Tony, acreditados como productores ejecutivos. El 6 de julio de 2010, YouTube anunció el lanzamiento de Life in a Day, un documental experimental producido por Scott. Lanzado en el Festival de Cine de Sundance el 27 de enero de 2011, incorpora imágenes tomadas el 24 de julio de 2010 enviadas por usuarios de YouTube de todo el mundo. Como parte de la preparación para los Juegos Olímpicos de Londres 2012, Scott produjo Britain in a Day, una película documental que consiste en un material filmado por el público británico el 12 de noviembre de 2011.

### 2012-presente
En 2012, Scott produjo el comercial de la fragancia de Lady Gaga, "Fame". Fue promocionado como el primer Eau de Parfum negro de la historia, en los créditos informales adjuntos al tráiler de este anuncio. El 24 de junio de 2013, la serie de Scott Crimes of the Century debutó en CNN. En noviembre de 2012 se anunció que Scott produciría el documental, Springsteen & I, dirigido por Baillie Walsh e inspirado en Life in a Day, que Scott también produjo. La película presentó imágenes de fanáticos de todo el mundo sobre lo que el músico Bruce Springsteen significó para ellos y cómo impactó sus vidas. La película se estrenó por un día solo en 50 países y en más de 2000 pantallas de cine el 22 de julio de 2013.

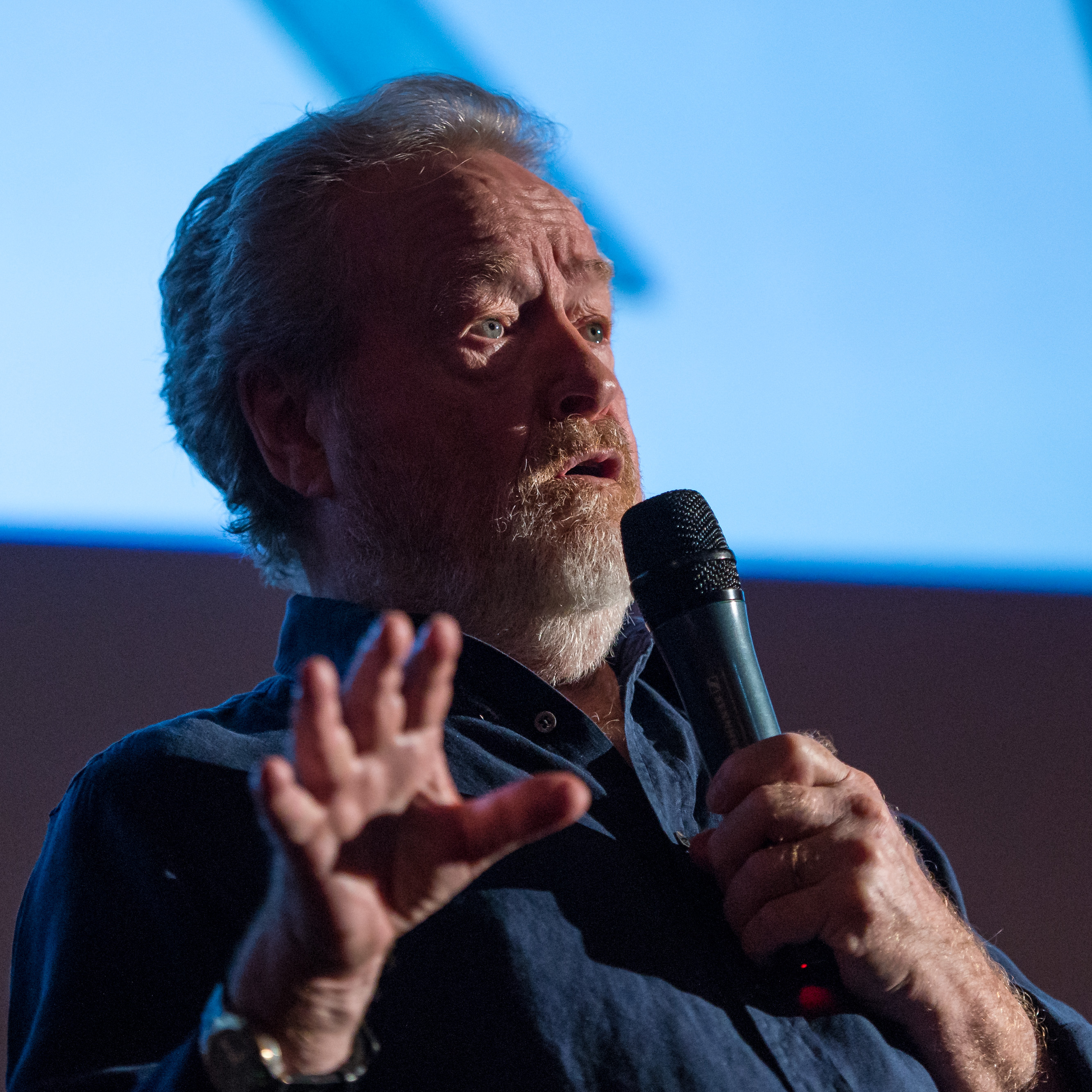
Scott, participando en una sesión de preguntas y respuestas sobre el viaje de la NASA a Marte y su película The Martian, 18 de agosto de 2015.

Scott dirigió The Counselor (2013), con un guion del autor Cormac McCarthy. El 25 de octubre de 2013, Indiewire informó que "Antes de que McCarthy vendiera su primer guion especial para la película de Scott (The Counselor), el director participó activamente en el desarrollo de una adaptación de la novela Blood Meridian de 1985 con el guionista Bill Monahan (The Departed). Pero como Scott dijo en una entrevista con Time Out, '[Los estudios] no querían hacerlo. El libro es tan intransigente, que es lo que tiene de bueno. Descrito como un 'antioccidental' ... ". Scott dirigió la película épica de inspiración bíblica Exodus: Gods and Kings, estrenada en diciembre de 2014, que recibió comentarios negativos de los críticos y recaudó $ 268 millones con un presupuesto de $ 140 millones, lo que la convirtió en una bomba de taquilla. Filmada en los estudios Pinewood en Buckinghamshire, la película fue protagonizada por Christian Bale en el papel principal.
En mayo de 2014, Scott comenzó las negociaciones para dirigir The Martian, protagonizada por Matt Damon como Mark Watney. Como muchos de los trabajos anteriores de Scott, The Martian presenta a una heroína en la forma del personaje de Jessica Chastain, quien es la comandante de la misión. La película originalmente estaba programada para estrenarse el 25 de noviembre de 2015, pero Fox más tarde cambió su fecha de lanzamiento con la de Victor Frankenstein, y por eso The Martian se lanzó el 2 de octubre de 2015. The Martian fue un éxito crítico y comercial, recaudó más de $ 630 millones de dólares en todo el mundo y se convirtió en la película de mayor recaudación de Scott hasta la fecha.
Una secuela de Prometheus, Alien: Covenant, comenzó a rodarse en 2016, se estrenó en Londres el 4 de mayo de 2017 y se estrenó el 19 de mayo de 2017. La película recibió opiniones generalmente positivas de los críticos, y muchos elogiaron la doble actuación de Michael Fassbender y calificaron a la película de un regreso a la forma para el director Ridley Scott y la franquicia.
En agosto de 2011, se filtró información sobre la producción de una secuela de Blade Runner por Alcon Entertainment, con los socios de Alcon, Broderick Johnson y Andrew Kosove. Scott informó a la revista Variety en noviembre de 2014 que ya no era el director de la película y que solo cumpliría el rol de productor. Scott también reveló que la filmación comenzaría en algún momento del 2015, y que Harrison Ford había firmado para repetir su papel de la película original, pero su personaje solo debería aparecer en "el tercer acto" de la secuela. El 26 de febrero de 2015, se confirmó oficialmente la secuela, con Denis Villeneuve contratado para dirigir la película y Scott fue productor ejecutivo. La secuela, Blade Runner 2049, se lanzó el 6 de octubre de 2017.
De mayo a agosto de 2017, Scott filmó Todo el dinero del mundo, un drama sobre el secuestro de John Paul Getty III, protagonizada por Mark Wahlberg y Michelle Williams. Kevin Spacey retrató originalmente a Getty Sr.. Sin embargo, después de varias acusaciones de agresión sexual contra el actor, Scott tomó la decisión de reemplazarlo con Christopher Plummer, diciendo que "No puedes tolerar ese tipo de comportamiento en cualquier forma. No podemos permitir que la acción de una persona afecte el buen trabajo de todas estas personas. Es así de simple". Scott comenzó a volver a filmar las escenas de Spacey con Plummer el 20 de noviembre, que incluyó el rodaje en Elveden Hall en West Suffolk, Inglaterra. Con una fecha de estreno del 25 de diciembre de 2017, el estudio de cine tuvo sus dudas de que Scott lo lograría, y dijo: "Ellos dijeron: 'Nunca lo harás. Dios te acompañe'".Aunque finalmente se demostró la inocencia de Kevin Spacey 6 años después, el actor ya había sido crucificado mediáticamente y su carrera estaba arruinada.
El 15 de octubre del 2021, Ridley Scott estrenó su siguiente película The Last Duel, una adaptación del libro de Eric Jager The Last Duel: A True Story of Trial by Combat in Medieval France, estando protagonizada por Matt Damon, Adam Driver y Jodie Comer.
Así mismo, también ha dirigido House of Gucci, una película sobre el asesinato de Maurizio Gucci por parte de Patrizia Reggiani, protagonizado por Adam Driver y Lady Gaga, respectivamente. Su estreno tuvo lugar el 24 de noviembre de 2021.
Ya en 2022, Scott centró sus labores de dirección en Napoleón, con fecha de estreno el 22 de noviembre de 2023. Se trata de un biopic de Napoleón Bonaparte interpretado por Joaquin Phoenix como Napoleón. El rodaje se inició en febrero de 2022 y finalizó en agosto de 2022.
A principios de noviembre de 2018, Deadline confirmó que Ridley Scott había comenzado a trabajar en el guion de la secuela de Gladiator. Scott llevaba años proponiendo la continuación de la oscarizada película y confirmaba así su creación junto con el guionista Peter Craig. La historia de esta secuela se centra en la vida adulta de Lucio, al que Máximo (Russell Crowe) le salvó la vida en su niñez frente a Cómodo (Joaquin Phoenix) a la vez que vengó a su familia. Gladiator 2 fue estrenada en noviembre de 2024.

### Proyectos próximos y cancelados
En enero de 2016, Scott estaba en las primeras negociaciones para dirigir la versión cinematográfica de la serie de televisión británica de 1968, The Prisoner. En mayo del mismo año, se anunció que Scott y Drew Goddard, quienes habían trabajado juntos en The Martian, lo volverían a hacer para adaptar el libro Wraiths of the Broken Land de S. Craig Zahler. Se describe como una pieza de ficción que combina elementos de "horror, noir y ultra-violencia asiática".
En febrero de 2017 se anunció el rodaje de The Cartel, seleccionando Scott como localización la vieja cárcel de Málaga (España), cerrada desde 2009. La película narra la lucha sin cuartel por el control del tráfico de drogas entre México y Estados Unidos. Protagonizada por Leonardo DiCaprio, tuvo previsto su rodaje en verano de 2017.
En marzo de 2017, Scott confirmó que ya tenía listo el guion de la secuela de Alien: Covenant y que el rodaje de tal entrega comenzaría en 2018. En un encuentro posterior, al director se le escapó el que podría ser el título de dicha película, Alien: Awakening, situándose su trama entre los acontecimientos de Prometheus y Alien: Covenant. Y que si la franquicia Alien seguía llamando la atención del público, su intención sería realizar otra trilogía que enlazara directamente con la película original de 1979. Sin embargo, el 21 de julio de 2017, Hollywood Reporter aseguró en un reportaje que 20th Century Fox estaba reestudiando las secuelas mientras Scott estaba ocupado con sus próximos proyectos. Covenant recaudó la mitad que su predecesora, sumado a la fría recepción que mostró el público habría sido suficiente como para que el estudio se lo pensara dos veces antes de invertir en las dos secuelas que el director tenía pensadas. Sin embargo, el 24 de mayo de 2019, aprovechando el cuadragésimo aniversario de Alien, la revista Variety confirmaba que la mítica saga de ciencia ficción tendría una nueva película en forma de precuela que continuaría los acontecimientos de la última entrega, Alien Covenant, e intentaría establecer ese nexo de unión faltante tras los últimos proyectos de Scott. Todavía en fase de guion, el director británico reveló que este sigue la línea de Prometheus y Covenant, siendo el final de una trilogía que enlazaría con lo que vimos en Alien, el octavo pasajero. Años después, tras diversos retrasos e impedimentos, todo el proyecto quedó postergado sine die.
En abril de 2017, 20th Century Fox preparó a Scott para dirigir una película sobre la Batalla de Inglaterra de la Segunda Guerra Mundial, donde la Royal Air Force defendió al país de los ataques de la Luftwaffe alemana, que se describe como un "proyecto apasionado" para el director.
El 4 de enero de 2018 se informó que Scott estaba en conversaciones con Disney para dirigir una adaptación cinematográfica de The Merlin Saga, basada en una serie de doce libros sobre el mago Merlín escrita por T. A. Barron. En ella participaría a su vez la guionista de El Señor de los Anillos Philippa Boyens.
Ese mismo mes, Scott declaró que tiene "otra [historia] lista para evolucionar y desarrollarse, [que] ciertamente hay una por hacer con seguridad", refiriéndose a una tercera película de Blade Runner. En marzo de 2018, se informó que Scott está en conversaciones para adaptar la novela gráfica de Greg Rucka, Queen & Country, para 20th Century Fox.
En noviembre de 2024, se anunció que Scott dirigiría una adaptación de The Dog Stars, protagonizada por Jacob Elordi, y cuya fotografía principal comenzaría en abril de 2025, en Italia.

## Proyectos de televisión
Ridley Scott y su hermano Tony produjeron la serie de CBS Numb3rs (2005–10), un drama criminal sobre un genio matemático que ayuda al FBI a resolver crímenes; y The Good Wife (2009–2016), un drama legal sobre un abogado que equilibra su trabajo con su esposo, un exfiscal del estado que intenta reconstruir su carrera política después de un escándalo importante. Los dos Scotts también produjeron una adaptación cinematográfica de 2010 del programa de televisión de 1980 The A-Team, dirigida por Joe Carnahan.
Ridley Scott fue productor ejecutivo de la primera temporada de The Man in the High Castle de Amazon (2015–16). A través de Scott Free Productions, es productor ejecutivo de la oscura serie de ciencia ficción de cómic BrainDead, que debutó en CBS en 2016.
El 20 de noviembre de 2017, Amazon llegó a un acuerdo con AMC Studios para un lanzamiento mundial de The Terror, la adaptación de la serie de Scott de la novela de Dan Simmons, un recuento especulativo de la expedición perdida de HMS Erebus y HMS Terror del explorador británico Sir John Franklin en 1845-1848 para forzar el Paso del Noroeste, con elementos de horror y ficción sobrenatural; la serie se estrenó en marzo de 2018.

## Vida personal

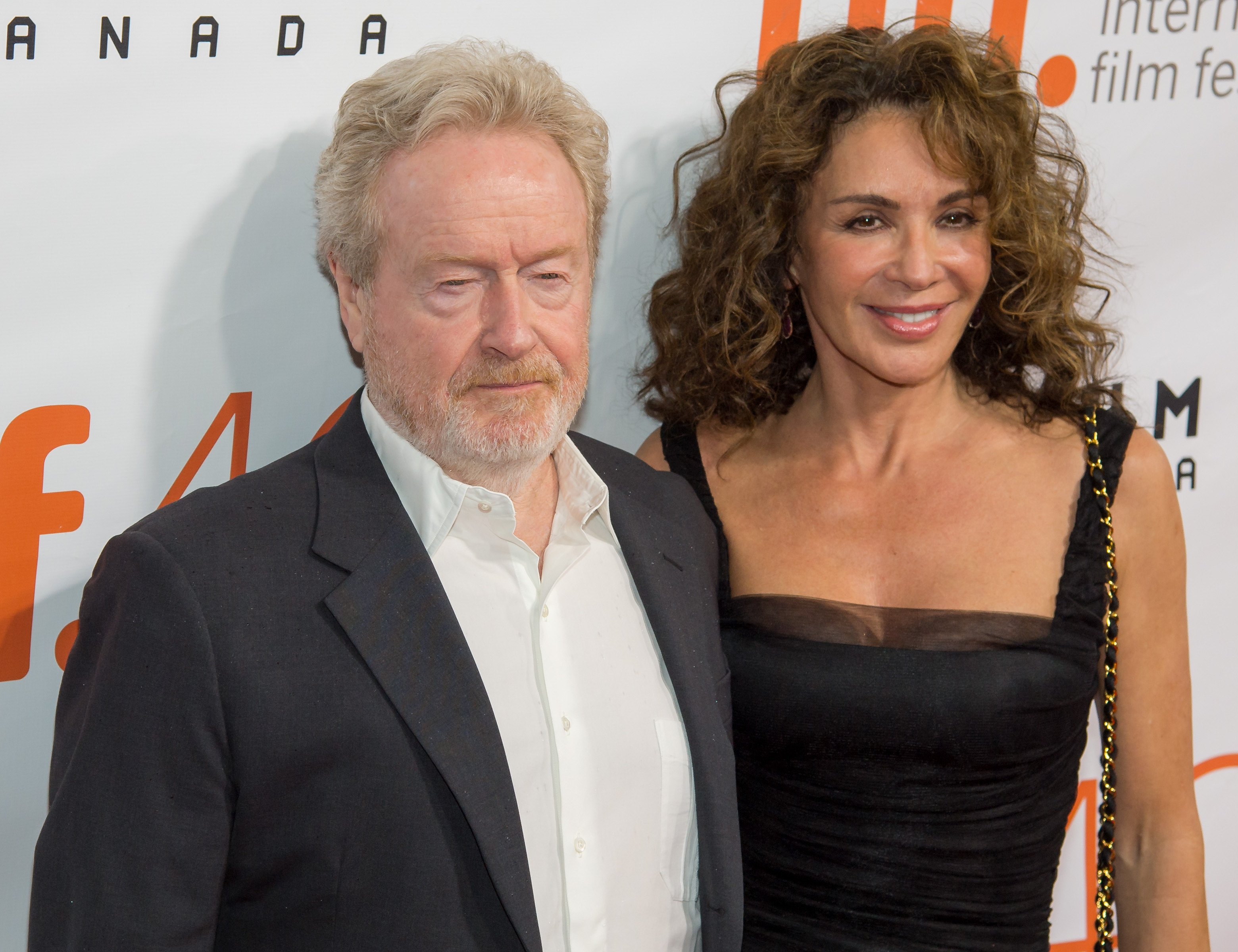
Scott y su compañera Giannina Facio en el estreno mundial de The Martian, celebrada en el Festival Internacional de Cine de Toronto el 11 de septiembre de 2015.

Ridley Scott estuvo casado con Felicity Heywood desde 1964 hasta 1975. La pareja tuvo dos hijos, Jake y Luke, quienes trabajan como directores en la productora de Scott, Ridley Scott Associates. Scott más tarde se casó con la ejecutiva de publicidad Sandy Watson en 1979, con quien tuvo una hija, Jordan Scott, y se divorció en 1989. Su actual pareja es la actriz Giannina Facio, quien ha actuado en todas sus películas desde White Squall, excepto American Gangster y The Martian. Divide su tiempo entre sus casas en Londres, Francia y Los Ángeles.
Su hermano mayor, Frank, murió, a los 45 años, de cáncer de piel en 1980. Su hermano menor, Tony, quien también era su socio comercial en su compañía Scott Free, murió el 19 de agosto de 2012 a la edad de 68 años después de saltar desde el Puente Vincent Thomas que se extiende por el Puerto de Los Ángeles, después de una larga lucha contra el cáncer originalmente disputada.
Antes de la muerte de Tony, él y Ridley colaboraron en una miniserie basada en la novela de Robin Cook, Coma para A&E. La miniserie de dos partes se estrenó en A&E el 3 de septiembre de 2012, con críticas mixtas.
Ridley ha dedicado varias de sus películas en memoria de su familia: Blade Runner a su hermano Frank, Black Hawk Down a su madre y The Counselor y Exodus: Gods and Kings a su hermano Tony. Ridley también rindió homenaje a su difunto hermano Tony en los Globos de Oro de 2016, después de que su película, The Martian, ganara a la Mejor Película - Musical o Comedia.

En 2013, Ridley declaró que él es ateo. Aunque cuando la BBC le preguntó en una entrevista de septiembre de 2014 si creía en Dios, Scott respondió:
No estoy seguro. Creo que hay todo tipo de preguntas planteadas ... esa es una pregunta tan exótica. Si observamos todo el asunto prácticamente hablando, ocurrió el big bang y luego pasamos por esta evolución de millones, miles de millones de años en los que, por coincidencia, todos los accidentes biológicos correctos salieron de la manera correcta. Hasta cierto punto, eso no tiene sentido a menos que haya un decisor o mediador controlador en todo eso. Entonces, ¿quién era ese? ¿O qué fue eso? ¿Somos un gran gran experimento en el parpadeo general básico del universo o la galaxia? ¿En qué caso, quién está detrás? Tal vez seamos un experimento que puede durar mil millones de años, pero que es un parpadeo en sus términos y luego pueden decir: «Bien, eso no funcionó, ¡explotémoslo!»

## Enfoque y estilo
Russell Crowe, quien apareció en el papel principal de Gladiator y Robin Hood de Scott, comentó: "Me gusta estar en el set de Ridley porque los actores pueden actuar [...] y el enfoque está en los artistas". Paul M. Sammon, en su libro Future Noir: The Making of Blade Runner, comentó en una entrevista con Brmovie.com que la relación de Scott con sus actores ha mejorado considerablemente a lo largo de los años. Más recientemente, durante la filmación de la película de Scott de 2012, Prometheus, Charlize Theron elogió la buena disposición del director para escuchar las sugerencias del reparto para mejorar la forma en que sus personajes aparecen en la pantalla. Theron trabajó junto a los escritores y Scott para darle más profundidad a su personaje durante el rodaje.
El trabajo de Scott se identifica por sus sorprendentes imágenes, y las heroínas también son un tema común. Su estilo visual, que incorpora un enfoque detallado del diseño de producción y la iluminación atmosférica innovadora, ha influido en una generación posterior de cineastas. Scott comúnmente usa el ritmo lento hasta las secuencias de acción. Los ejemplos incluyen Alien y Blade Runner; la crítica del LA Times, Sheila Benson, por ejemplo, llamaría a la última "Blade Crawler" "porque es muy lenta". Otra técnica que emplea es el uso de sonido o música para aumentar la tensión, como se escucha en Alien, con silbidos de vapor, pitidos en las computadoras y el ruido de la maquinaria en la nave espacial. Scott dice tener una memoria eidética que, según él, le ayuda a visualizar y hacer guiones gráficos de las escenas de sus películas.
La inteligencia artificial es un tema unificador a lo largo de la carrera de Scott como director, particularmente en Blade Runner, Alien y Prometheus. El reciente libro The Culture and Philosophy of Ridley Scott identifica a Alan Turing y John Searle, un profesor de la Universidad de California, presentando modelos relevantes de pruebas de inteligencia artificial conocidos como la prueba de Turing y el Experimento de pensamiento en la habitación china, respectivamente, en el capítulo. titulado "What's Wrong with Building Replicants", que ha sido un tema recurrente para muchas de las películas de Scott. El capítulo titulado "Artificial Intelligence in Blade Runner, Alien, and Prometheus", concluye citando los escritos de John Stuart Mill en el contexto de los replicantes Nexus-6 de Scott en Blade Runner (Rutger Hauer), el androide Ash (Ian Holm) en Alien, y el androide David 8 (Michael Fassbender) en Prometheus, donde se aplica a Mill para afirmar que las medidas y pruebas de inteligencia también deben evaluar las acciones y el comportamiento moral de los androides para abordar efectivamente los temas que Scott explora en estas películas.

## Formato DVD y elDirector's Cut
Scott es conocido por su entusiasmo por el formato DVD, proporcionando comentarios de audio y entrevistas para todas sus películas siempre que sea posible. En el número de julio de 2006 de la revista Total Film, declaró: "Después de todo el trabajo que realizamos, hacer que se reproduzca en el cine y luego desaparezca para siempre es una gran pena. Dar vida a la película es realmente genial tanto para quienes la olvidaron como para quienes realmente la amaron".
Junto con su entusiasmo por el DVD, Scott es conocido por su uso de la versión del director. La reacción positiva ante el Director's Cut de Blade Runner animó a Scott a volver a montar varias películas que fueron una decepción en el momento de su lanzamiento (incluidas Legend y Kingdom of Heaven), que han recibido un gran reconocimiento. Hoy en día, la práctica de cortes alternativos es más común, aunque a menudo es una forma de hacer que una película se destaque en el mercado de DVD agregando material nuevo.

## Filmografía completa
| Año  | Película                       |
| ---- | ------------------------------ |
| 1965 | Boy and Bicycle                |
| 1977 | Los duelistas                  |
| 1979 | Alien: el octavo pasajero      |
| 1982 | Blade Runner                   |
| 1985 | Legend                         |
| 1987 | La sombra del testigo          |
| 1989 | Black Rain                     |
| 1991 | Thelma & Louise                |
| 1992 | 1492: la conquista del paraíso |
| 1996 | White Squall                   |
| 1997 | G.I. Jane                      |
| 2000 | Gladiator                      |
| 2001 | Hannibal                       |
| 2001 | Black Hawk Down                |
| 2003 | Matchstick Men                 |
| 2005 | Kingdom of Heaven              |
| 2006 | Un buen año                    |
| 2007 | American Gangster              |
| 2008 | Red de mentiras                |
| 2010 | Robin Hood                     |
| 2012 | Prometheus                     |
| 2013 | The Counselor                  |
| 2014 | Exodus: Gods and Kings         |
| 2017 | Alien: Covenant                |
| 2017 | Todo el dinero del mundo       |
| 2021 | El último duelo                |
| 2021 | La casa Gucci                  |
| 2023 | Napoleón                       |
| 2024 | Gladiator 2                    |

## Reconocimientos artísticos

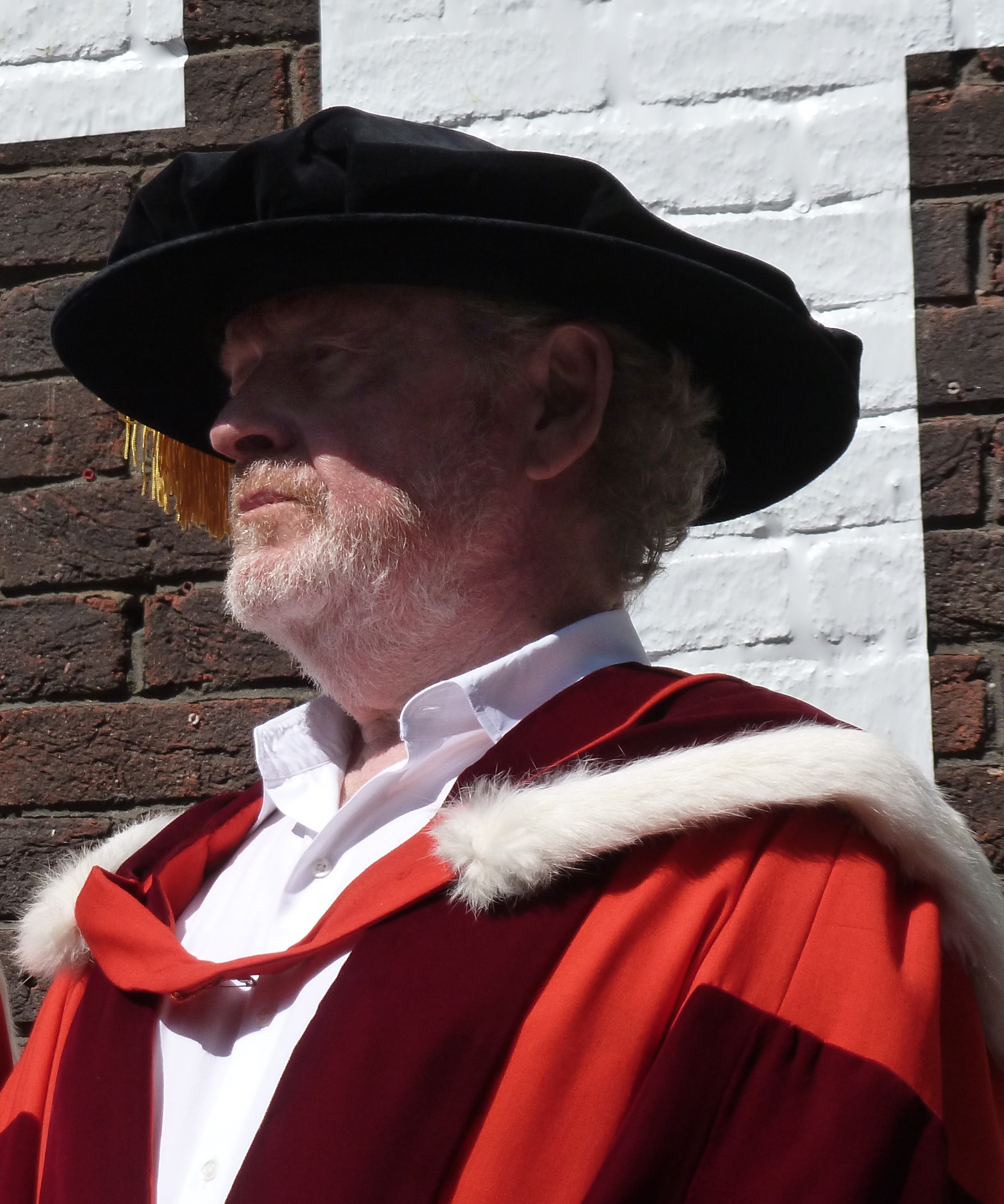
Sir Ridley Scott, doctor honorario, en el Royal College of Art, julio de 2015

Scott fue nombrado Knight Bachelor en los honores de Año Nuevo de 2003 por sus servicios a la industria cinematográfica británica. Recibió su reconocimiento de la reina Isabel II en una ceremonia de investidura en el Palacio de Buckingham el 8 de julio de 2003. Scott admitió sentirse "aturdido y verdaderamente honrado " después de la ceremonia, diciendo: "Como niño que crecía en South Shields, nunca me hubiera imaginado que recibiría un reconocimiento tan especial. Me siento verdaderamente honrado de recibir este preciado premio y creo que también reconoce la excelencia de la industria cinematográfica británica."
Ha sido nominado tres veces al Prmio de la Academia a la Mejor Dirección - Thelma & Louise, Gladiator y Black Hawk Down - así como un Golden Globe, BAFTA y 2 Primetime Emmy Awards. En 1995, Ridley y su hermano Tony recibieron el BAFTA por su destacada contribución británica al cine. En 2018 recibió el máximo galardón de BAFTA, la BAFTA Fellowship, por el logro de toda la vida.
Scott fue incluido en el Salón de la Fama de la Ciencia Ficción en 2007. En 2017, el periódico alemán FAZ comparó la influencia de Scott en el género de películas de ciencia ficción con las películas de suspenso de Sir Alfred Hitchcock y las películas de western de John Ford. En 2011, recibió una estrella en el paseo de la fama de Hollywood.
En 2012, Scott estuvo entre los íconos culturales británicos seleccionados por el artista Sir Peter Blake para aparecer en una nueva versión de su obra de arte más famosa: la portada de Sgt. Pepper's Lonely Hearts Club Band de The Beatles, para celebrar las figuras culturales británicas de su vida que más admira para celebrar su 80 cumpleaños. El 3 de julio de 2015, el Royal College of Art le otorgó un doctorado honorario en una ceremonia en el Royal Albert Hall de Londres, en la que describió cómo aún mantiene en la pared de su oficina el informe de su escuela, que lo ubica en el puesto 31 de 31 en su clase, y cómo su profesor lo animó a seguir lo que se convirtió en su pasión en la escuela de arte.
| Año  | Premio                              | Categoría                                          | Título                    | Resultado |
| ---- | ----------------------------------- | -------------------------------------------------- | ------------------------- | --------- |
| 1977 | Festival de Cannes                  | Premio a la mejor película debut                   | Los duelistas             | Ganador   |
| 1977 | Festival de Cannes                  | Palma de Oro                                       | Los duelistas             | Nominado  |
| 1979 | Premios Saturn                      | Mejor director                                     | Alien: el octavo pasajero | Ganador   |
| 1979 | Premios Saturn                      | Mejor película de ciencia ficción                  | Alien: el octavo pasajero | Ganador   |
| 1983 | Premios Saturn                      | Mejor director                                     | Blade Runner              | Nominado  |
| 2001 | Premios Saturn                      | Mejor director                                     | Gladiator                 | Nominado  |
| 2004 | Premios Saturn                      | Saturn en memoria de George Pal                    |                           | Ganador   |
| 1991 | Premios del Sindicato de Directores | Mejor director - película                          | Thelma & Louise           | Nominado  |
| 2001 | Premios del Sindicato de Directores | Mejor director - película                          | Gladiator                 | Nominado  |
| 2002 | Premios del Sindicato de Directores | Mejor director - película                          | Black Hawk Down           | Nominado  |
| 2015 | Premios del Sindicato de Directores | Mejor director - película                          | The Martian               | Nominado  |
| 1992 | Premios Óscar                       | Mejor director                                     | Thelma & Louise           | Nominado  |
| 2000 | Premios Óscar                       | Mejor director                                     | Gladiator                 | Nominado  |
| 2001 | Premios Óscar                       | Mejor director                                     | Black Hawk Down           | Nominado  |
| 2000 | Premios Óscar                       | Mejor película                                     | Gladiator                 | Ganador   |
| 2016 | Premios Óscar                       | Mejor película                                     | The Martian               | Nominado  |
| 2000 | Premios Globo de Oro                | Mejor director – película                          | Gladiator                 | Nominado  |
| 2007 | Premios Globo de Oro                | Mejor director – película                          | American Gangster         | Nominado  |
| 2015 | Premios Globo de Oro                | Mejor director – película                          | The Martian               | Nominado  |
| 2000 | Premios Globo de Oro                | Mejor película dramática                           | Gladiator                 | Ganador   |
| 2015 | Premios Globo de Oro                | Mejor película - comedia o musical                 | The Martian               | Ganador   |
| 1991 | Premios BAFTA                       | Mejor director                                     | Thelma & Louise           | Nominado  |
| 2000 | Premios BAFTA                       | Mejor director                                     | Gladiator                 | Nominado  |
| 2015 | Premios BAFTA                       | Mejor director                                     | The Martian               | Nominado  |
| 1995 | Premios BAFTA                       | Mejor contribución británica al cine               |                           | Ganador   |
| 2001 | Premios Satellite                   | Mejor director                                     | Gladiator                 | Nominado  |
| 2002 | American Film Institute             | Director del año                                   | Black Hawk Down           | Nominado  |
| 2002 | American Film Institute             | Película del año                                   | Black Hawk Down           | Nominado  |
| 2000 | Premios Primetime Emmy              | Primetime Emmy al mejor telefilme                  | RKO 281                   | Nominado  |
| 2002 | Premios Primetime Emmy              | Primetime Emmy al mejor telefilme                  | The Gathering Storm       | Ganador   |
| 2008 | Premios Primetime Emmy              | Primetime Emmy a la mejor miniserie                | La amenaza de Andrómeda   | Nominado  |
| 2009 | Premios Primetime Emmy              | Primetime Emmy a la mejor película para televisión | Into the Storm            | Nominado  |
| 2010 | Premios Primetime Emmy              | Primetime Emmy a la mejor serie dramática          | The Good Wife             | Nominado  |
| 2011 | Premios Primetime Emmy              | Primetime Emmy a la mejor serie dramática          | The Good Wife             | Nominado  |
| 2011 | Premios Primetime Emmy              | Primetime Emmy a la mejor miniserie o película     | The Pillars of the Earth  | Nominado  |
| 2011 | Premios Primetime Emmy              | Primetime Emmy especial de no ficción              | Gettysburg                | Ganador   |
| 2014 | Premios Primetime Emmy              | Primetime Emmy al mejor telefilme                  | Killing Kennedy           | Nominado  |
| 2015 | Premios Primetime Emmy              | Primetime Emmy al mejor telefilme                  | Killing Jesus             | Nominado  |
| 2015 | Visual Effects Society              | Premio a la realización de toda una vida           |                           | Ganador   |
| 2015 | National Board of Review            | Mejor director                                     | The Martian               | Ganador   |